# Кинонаграда MTV за лучший прорыв года
Список лауреатов и номинантов кинонаграды MTV в категории Лучший прорыв года. На протяжении нескольких лет, награды были разделены на мужские и женские категории.
| Лучший мужской прорыв года |
| Лучший женский прорыв года |

| Церемония | Год церемонии | Лауреат                                                    | Номинанты |
| --------- | ------------- | ---------------------------------------------------------- | --- |
| 1-я       | 1992          | Эдвард Фёрлонг — Терминатор 2: Судный день                 | Анна Кламски — Моя дочь Ice-T — Нью-Джек Сити Кэмпбелл Скотт — Умереть молодым Кимберли Уильямс — Отец невесты |
| 2-я       | 1993          | Мариса Томей — Мой кузен Винни                             | Хэлли Берри — Бумеранг Уитни Хьюстон — Телохранитель Кэти Наджими — Действуй, сестра Рози О’Доннелл — Их собственная лига                                                                                            |
| 3-я       | 1994          | Алисия Сильверстоун — Увлечение                            | Рэйф Файнс — Список Шиндлера Джейсон Скотт Ли — Дракон: История жизни Брюса Ли Росс Мэлингер — Неспящие в Сиэтле Джейсон Джеймс Рихтер — Освободите Вилли                                                            |
| 4-я       | 1995          | Кирстен Данст — Интервью с вампиром: Хроника жизни вампира | Тим Аллен — Контракт Санта-Клауса Камерон Диас — Маска Хью Грант — Четыре свадьбы и одни похороны Майкелти Уильямсон — Форрест Гамп                                                                                  |
| 5-я       | 1996          | Джордж Клуни — От заката до рассвета                       | Шон Патрик Флэнери — Пудра Наташа Хенстридж — Особь Лила Рошон — В ожидании выдоха Крис Такер — Пятница |
| 6-я       | 1997          | Мэттью Макконахи — Время убивать                           | Вивика Фокс — День независимости Кортни Лав — Народ против Ларри Флинта Юэн Макгрегор — На игле Рене Зеллвегер — Джерри Магуайер                                                                                     |
| 7-я       | 1998          | Хизер Грэм — Ночи в стиле буги                             | Джой Лорен Адамс — В погоне за Эми Руперт Эверетт — Свадьба лучшего друга Сара Мишель Геллар — Я знаю, что вы сделали прошлым летом Дженнифер Лопес — Селена                                                         |
| 8-я       | 1999          | Джеймс Ван Дер Бик — Студенческая команда                  | Рэй Аллен — Его игра Джозеф Файнс — Влюблённый Шекспир Джош Хартнетт — Хэллоуин: 20 лет спустя Крис Рок — Смертельное оружие 4                                                                                       |
| 8-я       | 1999          | Кэти Холмс — Непристойное поведение                        | Кейт Бланшетт — Елизавета Бренди Норвуд — Я всё ещё знаю, что вы сделали прошлым летом Рэйчел Ли Кук — Это всё она Кэтрин Зета-Джонс — Маска Зорро                                                                   |
| 9-я       | 2000          | Хэйли Джоэл Осмент — Шестое чувство                        | Уэс Бентли — Красота по-американски Джейсон Биггз — Американский пирог Майкл Кларк Дункан — Зелёная миля Джейми Фокс — Каждое воскресенье                                                                            |
| 9-я       | 2000          | Джулия Стайлз — 10 причин моей ненависти                   | Сельма Блэр — Жестокие игры Шеннон Элизабет — Американский пирог Кэрри-Энн Мосс — Матрица Хилари Суонк — Парни не плачут                                                                                             |
| 10-я      | 2001          | Шон Патрик Томас — За мной последний танец                 | Джек Блэк — Фанатик Патрик Фьюгит — Почти знаменит Том Грин — Дорожное приключение Хью Джекман — Люди Икс Эштон Кутчер — Где моя тачка, чувак?                                                                       |
| 10-я      | 2001          | Эрика Кристенсен — Траффик                                 | Алия — Ромео должен умереть Анна Фэрис — Очень страшное кино Пайпер Перабо — Бар «Гадкий койот» Чжан Цзыи — Крадущийся тигр, затаившийся дракон                                                                      |
| 11-я      | 2002          | Орландо Блум — Властелин колец: Братство кольца            | DMX — Сквозные ранения Колин Хэнкс — Страна чудаков Дэниел Рэдклифф — Гарри Поттер и философский камень Пол Уокер — Форсаж                                                                                           |
| 11-я      | 2002          | Мэнди Мур — Спеши любить                                   | Пенелопа Крус — Кокаин Энн Хэтэуэй — Дневники принцессы Шэннин Соссамон — История рыцаря Бритни Спирс — Перекрёстки                                                                                                  |
| 12-я      | 2003          | Эминем — 8 миля                                            | Ник Кэннон — Барабанная дробь Киран Калкин — Игби идёт ко дну Дерек Люк — История Антуана Фишера Райан Рейнольдс — Король вечеринок                                                                                  |
| 12-я      | 2003          | Дженнифер Гарнер — Сорвиголова                             | Кейт Босуорт — Голубая волна Ив — Парикмахерская Мэгги Джилленхол — Секретарь-референт Бейонсе — Остин Пауэрс: Голдмембер Ниа Вардалос — Моя большая греческая свадьба                                               |
| 13-я      | 2004          | Шон Эшмор — Люди Икс 2                                     | Шайа Лабаф — Клад Ludacris — Двойной форсаж Омарион — Танцы улиц Киллиан Мёрфи — 28 дней спустя |
| 13-я      | 2004          | Линдси Лохан — Чумовая пятница                             | Джессика Бил — Техасская резня бензопилой Скарлетт Йоханссон — Трудности перевода Кира Найтли — Пираты Карибского моря: Проклятие «Чёрной жемчужины» Эван Рэйчел Вуд — Тринадцать                                    |
| 14-я      | 2005          | Джон Хедер — Наполеон Динамит                              | Зак Брафф — Страна садов Фредди Хаймор — Волшебная страна Тим МакГро — Огни ночной пятницы Тайлер Перри — Дневник безумной чёрной женщины                                                                            |
| 14-я      | 2005          | Рэйчел Макадамс — Дрянные девчонки                         | Ашанти — Тренер Картер Элиша Катберт — Соседка Брайс Даллас Ховард — Таинственный лес Эмми Россум — Послезавтра |
| 15-я      | 2006          | Айла Фишер — Незваные гости                                | Андре Бенджамин — Кровь за кровь Дженнифер Карпентер — Шесть демонов Эмили Роуз Тараджи Хенсон — Суета и движение Романи Малко — Сорокалетний девственник Nelly — Всё или ничего                                     |
| 16-я      | 2007          | Джейден Смит — В погоне за счастьем                        | Эмили Блант — Дьявол носит Prada Эбигейл Бреслин — Маленькая мисс Счастье Лена Хеди — 300 спартанцев Коламбус Шорт — Братство танца Джастин Тимберлейк — Альфа Дог                                                   |
| 17-я      | 2008          | Зак Эфрон — Лак для волос                                  | Никки Блонски — Лак для волос Меган Фокс — Трансформеры Крис Браун — Рождество Майкл Сера — Superперцы Джона Хилл — Superперцы Кристофер Минц-Плассе — Superперцы Сет Роген — Немножко беременна                     |
| 18-я      | 2009          | Роберт Паттинсон — Сумерки                                 | Бен Барнс — Хроники Нарнии: Принц Каспиан Тейлор Лотнер — Сумерки (фильм, 2008) Дев Патель — Миллионер из трущоб Бобби Дж. Томпсон — Взрослая неожиданность                                                          |
| 18-я      | 2009          | Эшли Тисдейл — Классный мюзикл: Выпускной                  | Майли Сайрус — Ханна Монтана: Кино Кэт Деннингс — Будь моим парнем на пять минут Ванесса Хадженс — Классный мюзикл: Выпускной Фрида Пинто — Миллионер из трущоб Аманда Сэйфрид — Мамма миа!                          |
| 19-я      | 2010          | Анна Кендрик — Мне бы в небо                               | Куинтон Аарон — Невидимая сторона Зак Галифианакис — Мальчишник в Вегасе Логан Лерман — Перси Джексон и похититель молний Крис Пайн — Звёздный путь Габури Сидибе — Сокровище                                        |
| 20-я      | 2011          | Хлоя Морец — Пипец                                         | Джей Чоу — Зелёный Шершень Эндрю Гарфилд — Социальная сеть Ксавьер Сэмюэл — Сумерки. Сага. Затмение Хейли Стейнфилд — Железная хватка Оливия Уайлд — Трон: Наследие                                                  |
| 21-я      | 2012          | Шейлин Вудли — Потомки                                     | Эль Фэннинг — Супер 8 Мелисса Маккарти — Девичник в Вегасе Лиам Хемсворт — Голодные игры Руни Мара — Девушка с татуировкой дракона                                                                                   |
| 22-я      | 2013          | Ребел Уилсон — Идеальный голос                             | Эзра Миллер — Хорошо быть тихоней Эдди Редмэйн — Отверженные Сурадж Шарма — Жизнь Пи Кувенжаней Уоллис — Звери дикого Юга                                                                                            |
| 23-я      | 2014          | Уилл Поултер — Мы — Миллеры                                | Лиам Джеймс — Дорога, дорога домой Марго Робби — Волк с Уолл-стрит Майкл Б. Джордан — Станция «Фрутвейл» Майлз Теллер — Захватывающее время                                                                          |
| 24-я      | 2015          | Дилан О'Брайен — Бегущий в лабиринте                       | Энсел Эльгорт — Виноваты звёзды Дэвид Ойелоуо — Сельма Эллар Колтрейн — Отрочество Розамунд Пайк — Исчезнувшая |
| 25-я      | 2016          | Дейзи Ридли — Звёздные войны: Пробуждение силы             | Эми Шумер — Девушка без комплексов Бри Ларсон — Комната Датота Джонсон — Пятьдесят оттенков серого Джон Бойега — Звёздные войны: Пробуждение силы О’Ши Джексон-младший — Голос улиц                                  |
| 26-я      | 2017          | Дэниел Калуя — Прочь                                       | Риз Ахмед — Изгой-один. Звёздные войны: Истории Крисси Метц — Это мы Исса Рэй — Белая ворона Яра Шахиди — Черноватый                                                                                                 |
| 27-я      | 2018          | Тиффани Хэддиш — Улётные девочки                           | Иэн Армитидж — Большая маленькая ложь, Детство Шелдона Тимоти Шаламе — Назови меня своим именем Кэтрин Лэнгфорд — 13 причин почему, С любовью, Саймон Робинсон, Ник — С любовью, Саймон Летиша Райт — Чёрная пантера |
| 28-я      | 2019          | Ной Сентинео — Всем парням, которых я любила раньше        | Аквафина — Безумно богатые азиаты Шути Гатва — Половое воспитание Хейли Лу Ричардсон — В метре друг от друга Микаэла Джае Родригес — Поза                                                                            |
| 29-я      | 2021          | Реге-Жан Пейдж — Бриджертоны                               | Мария Бакалова — Борат 2 Антония Джентри — Джинни и Джорджия Пол Мескал — Нормальные люди Эшли Парк — Эмили в Париже                                                                                                 |
| 30-я      | 2022          | София Ди Мартино — Локи                                    | Ариана Дебос — Вестсайдская история Ханна Айнбиндер — Хитрости Алана Хаим — Лакричная пицца Чон Хо Ён — Игра в кальмара                                                                                              |